# Forrest Towns
Forrest „Spec“ Grady Towns (6. února 1914 Fitzgerald, Georgie – 9. dubna 1991 Athens, Georgie) byl americký atlet, sprinter, olympijský vítěz v běhu na 110 metrů překážek z roku 1936.
Během studií na University of Georgia se v roce 1935 stal mistrem USA v běhu na 120 yardů překážek a začal tak sérii šedesáti vítězství, která trvala do roku 1937. V roce 1936 vytvořil světový rekord v běhu na 110 metrů překážek časem 14,1 a stal se v této disciplíně olympijským vítězem. Krátce po olympiádě v Berlíně vylepšil v Oslo svůj světový rekord na 13,7 a byl tak první člověk, který zaběhl 110 metrů překážek pod 14 sekund. Tento rekord vydržel až do roku 1950. Po zakončení sportovní kariéry pracoval jako trenér.